# Соколов Микола Миколайович (хімік)
Мико́ла Микола́йович Соколо́в (1 (13) грудня 1826, Ярославська губернія — 13 липня (25 липня) 1877, Петербург) — російський хімік.

## Біографія
1847 року закінчив Петербурзький університет. Після цього працював в Юстуса Лібіха та Шарля Жерара.
У 1859–1860 роках разом з Олександром Миколайовичем Енгельгардтом видавав «Химический журнал Н. Соколова и А. Энгельгардта» — перший російський хімічний журнал (побачило світ 24 книги, які склали 4 томи).
Від 1864 року очолював кафедру хімії в Новоросійському університеті в Одесі (нині Одеський національний університет імені Іллі Мечникова).
Від 1871 року працював у Петербурзькому лісовому та рільничому інституті.

## Наукова діяльність
Соколов розробив учення про різні функціональні особливості водню в органічних сполуках і встановив на прикладі гліколевої, молочної, β-оксипропіонової та гліцеринової кислот, що в оксикислотах частина атомів водню має кислотний, а друга частина — спиртовий характер.